# Салентийская Греция

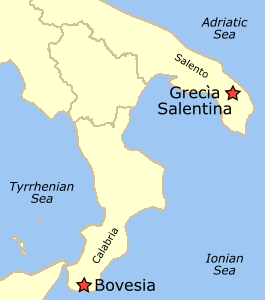
Карта расположения районов с греко-говорящим населением Салентийская Греция (Grecia Salentina) и Бовесиа (Bovesia)

Карта муниципалитетов, принадлежащих Салентийской Греции в пределах провинции Лечче

Салентийская Греция (итал. Grecìa Salentina) — регион полуострова Салентина в Южной Италии около города Лечче, который населяется этническим греческим меньшинством, проживающим в Южной Италии и говорящим на диалекте греческого языка, именуемом также Грико.

## Обзор
Союз городов Салентийской Греции (итал. Unione dei Comuni della Grecìa Salentina) состоит из одиннадцати городов и является частью провинции Лечче, в административном районе Апулия (Puglia). Союз образован греческим населением в 1966 году. Целью создания этого союза было продвижение знания «Грико» и сохранение своей культуры посредством организации исследований в университете, изучения языка в школах и публикации книг и поэзии на находящимся под угрозой исчезновения диалекте
Следующие города являются членами Союза: Калимера, Мартано, Кастриньяно-де-Гречи, Корильяно-д’Отранто, Мельпиньяно, Солето, Стернатия, Дзоллино, Мартиньяно, Карпиньяно-Салентино и Кутрофьяно.
Города Карпиньяно-Салентино и Кутрофьяно вошли в Союз в 2007 году, несмотря на то, что жители этих двух городов не говорят на своём греческом диалекте в течение последних двух столетий.

## Демография
- Калимера — 7351 жителей
- Карпиньяно-Салентино — 3868 жителей
- Кастриньяно-де-Гречи — 4164 жителей
- Корильяно-д’Отранто — 5762 жителей
- Кутрофьяно — 9250 жителей
- Мартано — 9588 жителей
- Мартиньяно — 1784 жителей
- Мельпиньяно — 2234 жителей
- Солето — 5551 жителей
- Стернатия — 2583 жителей
- Дзоллино — 2143 жителей

Всего: 54 278 жителей.